# تعهد به اقلیم

تجمع مداوم گازهای گلخانه‌ای با عمر طولانی در جو زمین، که تأثیر گرمایشی آنها از سال ۱۹۷۹ تقریباً دو برابر شده است، تأثیر بشر بر آب و هوای جهانی را نشان می‌دهد.

تعهد اقلیمی این واقعیت را توصیف می‌کند که اقلیم زمین با تأخیر به عوامل تأثیرگذار (" نیروهای اقلیمی ") مانند رشد و حضور بیشتر گازهای گلخانه‌ای واکنش نشان می‌دهد. مطالعات تعهد اقلیمی تلاش می‌کنند تا میزان تغییر اقلیم آینده را که تحت فرض ثابت بودن یا در حال تغییر بودن سطح اجبار، «متحمل» می‌شود، ارزیابی کنند. سطح ثابتی که اغلب برای اهداف توضیحی استفاده می‌شود، به دلیل دو برابر یا چهار برابر CO2
 نسبت به سطح پیش از صنعتی شدن یا سطح فعلی نیروی جاذبه است.

## تعریف
تعهد اقلیمی «تغییرات اقلیمی اجتناب‌ناپذیر آینده ناشی از اینرسی در سیستم‌های ژئوفیزیکی و اجتماعی-اقتصادی» است انواع مختلف تعهد به تغییرات اقلیمی در مقالات مورد بحث قرار گرفته است. این موارد شامل «تعهد ترکیب ثابت»؛ «تعهد انتشار ثابت» و «تعهد انتشار صفر» می‌شود.

## ایده اولیه

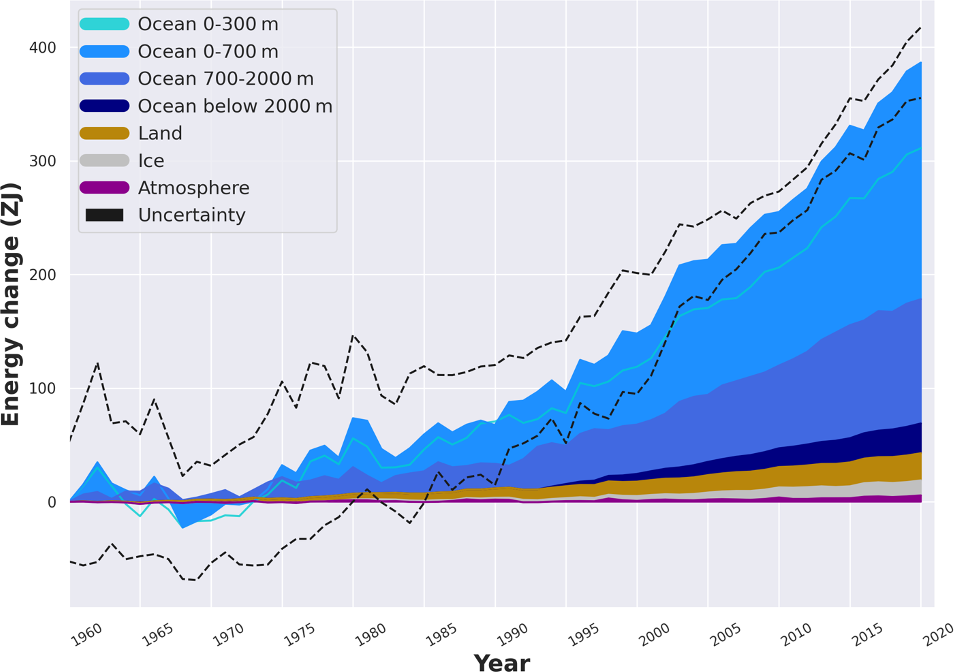
تجمع گرمای اضافی در اقیانوس، در اعماق بیشتر، نشان‌دهنده گرمایش جهانی است که در کوتاه‌مدت «برگشت‌ناپذیر» شده است

اگر اختلالی - مانند افزایش گازهای گلخانه‌ای یا فعالیت خورشیدی - در سیستم آب و هوایی زمین اعمال شود، پاسخ آن فوری نخواهد بود، که عمدتاً به دلیل ظرفیت گرمایی زیاد و اینرسی حرارتی اقیانوس‌ها است.
به عنوان یک قیاس، گرم شدن یک صفحه فلزی نازک (توسط خورشید یا شعله) را در نظر بگیرید: صفحه نسبتاً سریع گرم می‌شود. اگر به جای آن، یک بلوک فلزی ضخیم گرم شود، به دلیل ظرفیت گرمایی بالاتر، زمان بسیار بیشتری طول می‌کشد تا کل بلوک با گرمایش اعمال شده به تعادل برسد.
زمین فقط گرما را در چند متر بالایی خود ذخیره می‌کند. در مقابل، آب اقیانوس می‌تواند به صورت عمودی حرکت کند و گرما را در عمق اقیانوس ذخیره کند (همرفت). به همین دلیل است که مشاهده می‌شود سطح خشکی‌ها بیشتر از اقیانوس‌ها گرم می‌شود. همچنین تفاوت زیاد در پاسخ دمای سطح جهانی بین … را توضیح می‌دهد.
- شبیه‌سازی‌های اقلیمی «گذرا» که در آن‌ها جریان‌های انرژی ورودی/خروجی سیاره اساساً نامتعادل هستند و فقط می‌توان از یک مدل اقیانوس کم‌عمق استفاده کرد، و
- شبیه‌سازی‌های اقلیمی «تعادلی» که در آن جریان‌های انرژی به تعادل جدیدی نزدیک می‌شوند و یک مدل کامل اقیانوسی مورد نیاز است.[۷]

این «تعهد» می‌تواند در مورد متغیرهایی غیر از دما نیز صدق کند: به دلیل زمان طولانی اختلاط گرما با اعماق اقیانوس، گرمایش سطحی معین منجر به قرن‌ها افزایش سطح دریا در اثر انبساط حرارتی اقیانوس می‌شود. همچنین، به محض عبور از یک آستانهٔ مشخص، احتمال دارد که ذوب آهستهٔ یخ‌های گرینلند، ما را در طول هزاره‌ها به افزایش سطح دریا به میزان ۵ متر متعهد کند.

## مدل‌ها
مدل‌های اخیر پیش‌بینی می‌کنند که حتی در صورت تثبیت گازهای گلخانه‌ای در سطح فعلی که بعید به نظر می‌رسد، زمین تا سال ۲۱۰۰، ۰٫۵ درجه سانتیگراد دیگر گرم‌تر خواهد شد، افزایش دمایی مشابه آنچه در قرن بیستم مشاهده شد. در سال ۲۰۵۰، تا ۶۴ درصد از این تعهد به دلیل نیروهای طبیعی گذشته خواهد بود. با گذشت زمان، سهم آنها در مقایسه با تأثیر انسان کاهش خواهد یافت. در مجموع، تعهد گرمایش در سطح گازهای گلخانه‌ای سال ۲۰۰۵ می‌تواند از ۱ درجه سانتیگراد فراتر رود. با افزایش حجم آب اقیانوس‌ها در واکنش به این گرمایش، سطح آب دریاهای جهان در این مدت حدود ۱۰ سانتی‌متر افزایش خواهد یافت. این مدل‌ها ذوب شدن یخ‌ها و یخچال‌های طبیعی را در نظر نمی‌گیرند؛ با احتساب این اثرات بازخورد اقلیمی، افزایش دمای تخمینی ۱ تا ۱٫۵ درجه سانتیگراد حاصل می‌شود.

## تاریخچه
این مفهوم از سال ۱۹۹۵ در هیئت بین‌دولتی تغییر اقلیم  مورد بحث قرار گرفته است.

## سوء استفاده
مطالعات تعهد اقلیمی طیف وسیعی از سناریوهای انتشار گازهای گلخانه‌ای را در بر می‌گیرد که ارتباط تنگاتنگی با انتخاب‌های گذشته، حال و آینده انسان دارند. مفهوم «تعهد» زمانی مورد سوءاستفاده قرار می‌گیرد که ادعا می‌شود بدترین حالت‌ها صرف نظر از عامل اجتماعی، اجتناب‌ناپذیر هستند. مدل‌ها نشان می‌دهند که گرمایش اضافی سطح زمین را می‌توان تقریباً همزمان با کاهش سریع انتشار گازهای گلخانه‌ای متوقف کرد.